# Rocca Sanvitale de Sala Baganza
La Rocca Sanvitale ou Château Sanvitale de Sala Baganza est une forteresse/résidence palatiale située 1 de la Piazza Gramsci, surplombant la petite ville de Sala Baganza, juste au sud-ouest de Parme en Émilie-Romagne (Italie). Il se distingue du château à douves la  rocca Sanvitale de Fontanellato.

## Histoire et description
La structure originale est une forteresse fortifiée construite en 1477 par Gilberto III Sanvitale possédant une cour intérieure fortifiée entourée d'ailes et de tours, dont il n'en reste qu'une seule. 
En 1612, une conspiration  visant à déposer Ranuce Ier Farnèse  conduit à l'exécution des principaux seigneurs féodaux du duché, dont Barbara Sanseverino et son fils Girolamo Sanvitale. 
Les Farnèse confisquent les propriétés de la famille Sanvitale et procèdent à la rénovation de la propriété avec des fresques de Orazio Sammachini, Bernardino Campi et Cesare Baglioni.

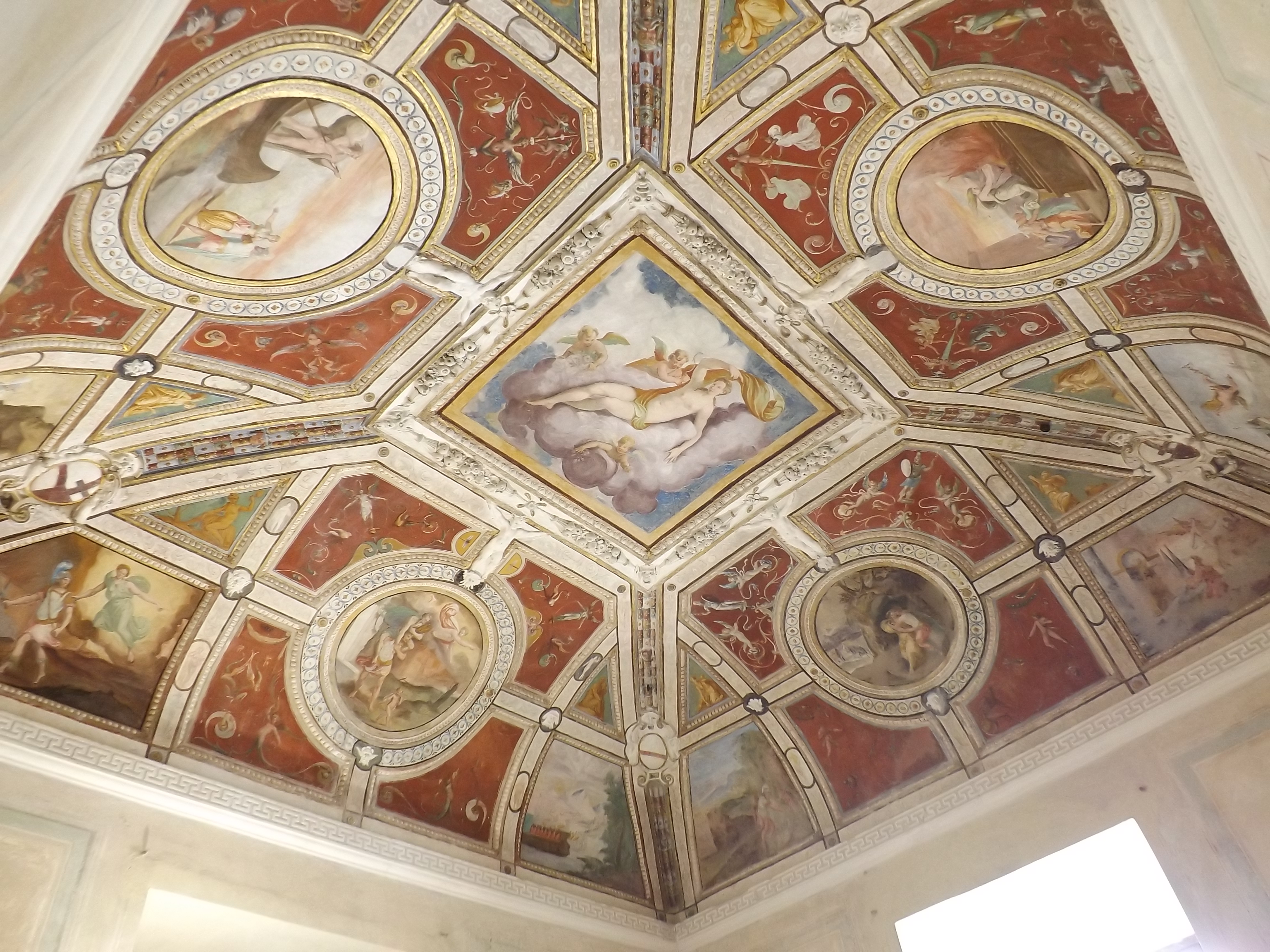
plafond orné de fresques de la salle de l'Énide.

Au nord du palais se trouve l'« oratoire de l'Assunta », commandé  en 1795 par Ferdinand de Bourbon. 
La villa Casino dei Boschi,  entourée de forêts est située au nord-ouest. Elle était utilisée dans la première moitié du XIXe siècle par Marie-Louise, duchesse de Parme, ,
Au sud de la Rocca se trouve un réseau de sentiers murés  tracés autour d'un bassin circulaire. Ce jardin aurait été conçu par Ennemond Alexandre Petitot, l'architecte de Philippe de Bourbon, duc de Parme. Petitot l'a conçu comme un verger. En 2009, une tentative de restauration de sa structure originale a été réalisée, financée par la Commune de Sala Baganza, en replantant des arbres fruitiers similaires à ceux qui auraient été présents dans le verger ducal . Le site abrite  un musée de la production viticole locale.